# Уайт-спирит

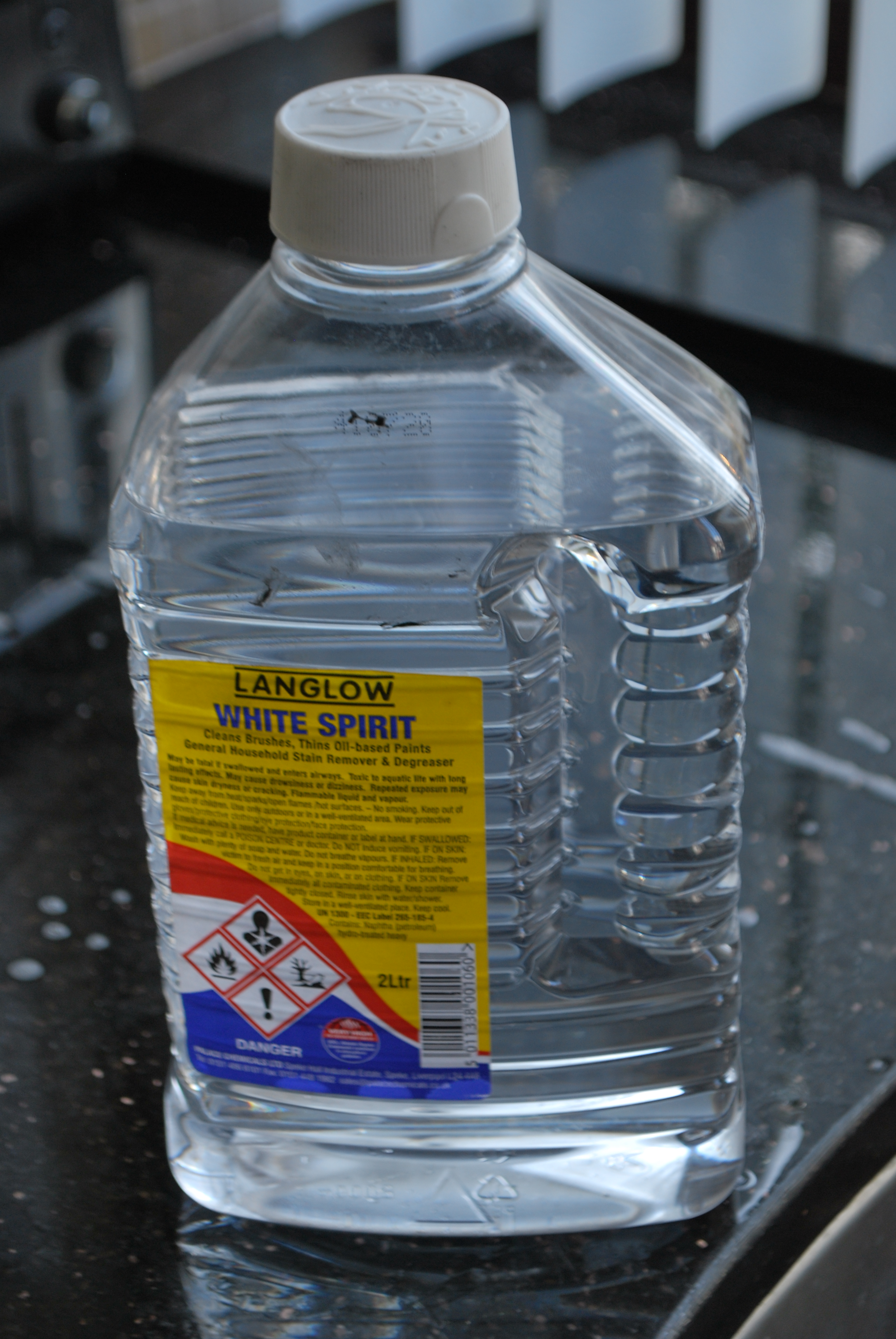

Уайт-спи́рит; он же нефрас-С4-155/200 или растворитель Стоддарда (англ. Stoddard solvent) — бензин-растворитель, смесь жидких алифатических и ароматических углеводородов. Получают прямой дистилляцией нефти, иногда с дополнительной гидроочисткой. В Австралии известен как shellite. Плотность при 20 °С не более 0,795 г/см3, начинает кипеть при температуре не выше 165 °С, выкипает в пределах 155 (160) — 200 °С, содержание серы не более 0,025 % (для чистого уайт-спирита). При этом массовая доля ароматических углеводородов не должна превышать 16 %.
Уайт-спирит применяют главным образом как растворитель в лакокрасочной промышленности, для разбавления масляных красок, алкидных эмалей и лаков, мастик на основе битума и каучука. Хорошо растворяет все нефтяные фракции, растительные масла и жиры, органические соединения серы, кислорода и азота.
Хотя уайт-спирит обычно не продаётся в качестве топлива, он вполне может быть использован как альтернатива керосину для переносных печей, поскольку представляет собой среднюю фракцию керосина. 
В России нормы на продукт установлены стандартом ГОСТ 3134—78. На российском рынке получил распространение нефрас-С4—155/205 с товарным наименованием Уайт-спирит, однако производимый по техническим условиям и имеющий более низкие качества.
По степени воздействия на организм уайт-спирит относится к 4-му классу опасности (вещества малоопасные) по ГОСТ 12.1.007—76.

## Хранение
Уайт-спирит рекомендуется хранить в плотно закрытом, но не загерметизированном контейнере в прохладном, хорошо вентилируемом месте, не подвергая воздействию прямых солнечных лучей. Запрещается манипулировать, хранить или открывать контейнеры рядом с пламенем, источником тепла или источником возгорания. Не использовать повторно пустые контейнеры без предварительной специальной очистки или переработки.

## Воздействие на человека
Работать с уайт-спиритом рекомендуется в перчатках, при этом находиться в проветриваемом помещении.
- Вдыхание паров. Концентрации паров выше рекомендуемого уровня вызывают раздражение глаз и дыхательных путей, могут повлечь головные боли, головокружение, анестезию или другие негативные эффекты от воздействия на центральную нервную систему.
- Попадание в дыхательные пути. Небольшое количество жидкости, попавшей в дыхательные пути при проглатывании или при рвоте, может вызвать бронхопневмонию или лёгочный отёк. Минимальная токсичность.
- Попадание на кожу. Низкий уровень токсичности. Частый или длительный контакт может обезжирить и высушить кожу, с последующим раздражением и дерматитом.
- Попадание в глаза. Вызывает слезотечение и поверхностное раздражение, но не повреждает глазные ткани.
- Хроническое воздействие. Уайт-спирит может содержать 0,1 — 1 % этилбензола. Международное агентство по изучению рака классифицировало этилбензол как «вероятно канцерогенный для человека» и отнесло его к категории 2B (англ.), что основано на достаточном количестве показаний канцерогенности у подопытных животных, но недостаточном количестве показаний по раку на незащищённых людях.